# Wintersun
Wintersun é uma banda de death metal melódico da Finlândia, que começou como um projeto solo do guitarrista e vocalista finlândes Jari Mäenpää (Ex-Ensiferum).

## História
Desde 1995, o músico Jari Mäenpää vinha compondo as suas próprias músicas em paralelo à banda em que tocava, o grupo Ensiferum. No final de 2003 e numa conversa com Andy Siry (Produtor da gravadora alemã Nuclear Blast), Jari mencionou sobre suas músicas e que pretendia gravar no futuro um projeto solo. Poucos dias depois gravou uma demo com três músicas ("Winter Madness", "Beyond the Dark Sun" e "Death and the Healing"), enviou-a para a gravadora que aprovou o trabalho e já programou para que em maio de 2004 começassem as gravações. Porém, para essa mesma data estava marcada uma turnê do Ensiferum. Sendo assim, Jari teve que escolher entre o sua antiga banda e o seu novo projeto e acabou optando em seguir com o Wintersun.
Jari Mäenpää tocou todos os instrumentos na gravação do primeiro álbum de estúdio, menos a bateria. Para esse trabalho, foi convidado o baterista Kai Hahto (Rotten Sound, Agressor, ArthemesiA, Enochian Crescent). A banda Wintersun e seu álbum homônimo foram oficialmente lançados em setembro de 2004.
Pensando nos shows ao vivo Jari convidou o experiente baixista Jukka Koskinen (Norther) e o seu velho amigo Oliver Fokin (Ensiferum/ArthemesiA) para a 2ª guitarra, mas Oliver tinha outros planos e acabou só participando das gravações do clipe de "Beyond the Dark Sun", sendo substituído pelo novato Teemu Mäntysaari (Imperanon) em seguida.
No ano de 2005 o Wintersun começou a fazer sua primeiras apresentações ao vivo e logo embarcou em uma turnê européia com as bandas Hypocrisy, Exodus e Naglfar.
Em 21 de Julho de 2014 após uma Crowfunding Campaign de sucesso, The Forest Seasons foi apresentado e endido como o terceiro álbum de estúdio da banda finlandesa de hdeath metal Wintersun. Foi lançado pela produtora Nuclear Blast. A banda citou o concerto para violino de Antonio Vivaldi, The Four Seasons, como inspiração para o título do álbum.
Em 30 de Agosto de 2024, após mais de 12 anos de espera, finalmente seria lançado o álbum “Time II”, como quarto trabalho de estúdio da banda, chega como sequência direta de “Time I”, lançado em 2012. Liderado por Jari Mäenpää, o Wintersun conquistou um público fiel que aguardou pacientemente os anos que separaram os dois álbuns, que foi lançado como parceria entre Shinigami Records e Nuclear Balst Records. E que acabou por ser um albúm muito bem recebido pela crítica.
Já em 2025 Jari anunciou que está a trabalhar em mais 4 albúns de estúdio, sendo que um deles ja está em fase adiantada.

## Membros

### Membros atuais
- Jari Mäenpää – Vocais, Guitarras e Teclado (Fundador da Banda)
- Jukka Koskinen – Baixo (desde julho de 2004)
- Kai Hahto – Bateria (desde janeiro de 2004)

### Antigos membros
- Oliver Fokin – guitarra (Ao vivo) (julho de 2004 - outubro de 2004
- Asim Searah - guitarra (2017 - 2022)
- Teemu Mäntysaari – Guitarra (2004 - 2023)

## Discografia

### Álbuns de Estúdio
- Wintersun (2004)
- Time I (2012)
- The Forest Seasons (2017)
- Time II (2024)

### Demo
- WinterMadness (2004)

### DVD
- Special Tour Edition (CD Estúdio/DVD ao vivo) (2006)